# Élections législatives de 1956 dans la Haute-Garonne
Les élections législatives françaises de 1956 se tiennent le 2 janvier. Ce sont les dernières élections législatives de la Quatrième république, après les élections de novembre 1946 et de juin 1951.

## Mode de scrutin
L'Assemblée nationale est composée de 626 sièges pourvus au scrutin proportionnel plurinominal suivant la règle de la plus forte moyenne dans le cadre départemental, sans panachage.
Le vote préférentiel est admis, en inscrivant un numéro d'ordre en face du nom d'un, de plusieurs ou de tous les candidats de la liste. Mais l'ordre ne pourra être modifié que si au moins la moitié des suffrages portés sur la liste est numéroté. Dans les faits les modifications ne dépasseront jamais les 7%.
La loi électorale du 7 mai 1951, dite loi des apparentements, reste en vigueur. Elle permet à la base une répartition des sièges à la représentation proportionnelle dans le département, mais si des listes « apparentées » avant le déroulement du scrutin obtiennent ensemble une majorité absolue de suffrages exprimés, elles reçoivent directement tous les sièges à pourvoir.
Dans le département de la Haute-Garonne, sept députés sont à élire.

## Élus
| Député sortant           | Parti | Parti   | Député élu ou réélu      | Parti | Parti   |
| ------------------------ | ----- | ------- | ------------------------ | ----- | ------- |
| Achille Auban            |       | SFIO    | Achille Auban            |       | SFIO    |
| Eugène Montel            |       | SFIO    | Eugène Montel            |       | SFIO    |
| André Rey                |       | SFIO    | Jean Llante              |       | PCF     |
| Maurice Bourgès-Maunoury |       | Rad-soc | Maurice Bourgès-Maunoury |       | Rad-soc |
| Hippolyte Ducos          |       | Rad-soc | Hippolyte Ducos          |       | Rad-soc |
| Georges Turines          |       | Rad-soc | Marcelle Rumeau          |       | PCF     |
| Alfred Coste-Floret      |       | MRP     | Alfred Coste-Floret      |       | MRP     |

## Résultats

### Résultats à l'échelle du département
- Un apparentement de type Front Républicain est concrétisé entre les listes Rad-soc, SFIO et Rép. soc.
- Un autre apparentement regroupe les deux listes poujadistes.

Ce dernier sera déclaré invalide en février par l'Assemblée, ce qui fera perdre son siège à Cyprien Calmel, mais permettra à Alfred Coste-Floret (MRP) de garder son siège au parlement.
| Parti Tête de liste | Parti Tête de liste                                                  | Parti Tête de liste                                                  | Tour unique | Tour unique | Sièges |  |
| Parti Tête de liste | Parti Tête de liste                                                  | Parti Tête de liste                                                  | Voix        | %           | Sièges |  |
| ------------------- | -------------------------------------------------------------------- | -------------------------------------------------------------------- | ----------- | ----------- | ------ |  |
|                     |                                                                      | Parti radical Maurice Bourgès-Maunoury                               | 62 277      | 24,00       | 2      |  |
|                     | Section française de l'Internationale ouvrière Achille Auban         | 56 609                                                               | 21,81       | 2           |        |  |
|                     | Républicains sociaux Jacques Maziol                                  | 6 789                                                                | 2,62        | -           |        |  |
| Liste apparentées   | Liste apparentées                                                    | 125 675                                                              | 48,43       | 4           |        |  |
|                     | Parti communiste français Jean Llante                                | Parti communiste français Jean Llante                                | 59 752      | 23,02       | 2      |  |
|                     |                                                                      | Union et fraternité française Cyprien Calmel                         | 20 275      | 7,81        | 1      |  |
|                     | Défense des intérêts agricoles et viticoles Paul Bressole            | 13 917                                                               | 5,36        | -           |        |  |
| Liste apparentées   | Liste apparentées                                                    | 34 192                                                               | 13,18       | 1           |        |  |
|                     | Mouvement républicain populaire (CNIP, ARS, RGR) Alfred Coste-Floret | Mouvement républicain populaire (CNIP, ARS, RGR) Alfred Coste-Floret | 27 450      | 10,58       | -      |  |
|                     | apparenté CNIP Jacques Douzans                                       | apparenté CNIP Jacques Douzans                                       | 10 776      | 4,15        | -      |  |
|                     |                                                                      |                                                                      |             |             |        |  |
| Inscrits            | Inscrits                                                             | Inscrits                                                             | 335 598     | 100,00      | 7      |  |
| Votants             | Votants                                                              | Votants                                                              | 266 377     | 79,37       |        |  |
| Exprimés            | Exprimés                                                             | Exprimés                                                             | 259 520     | 97,43       |        |  |